# Taira no Masakado

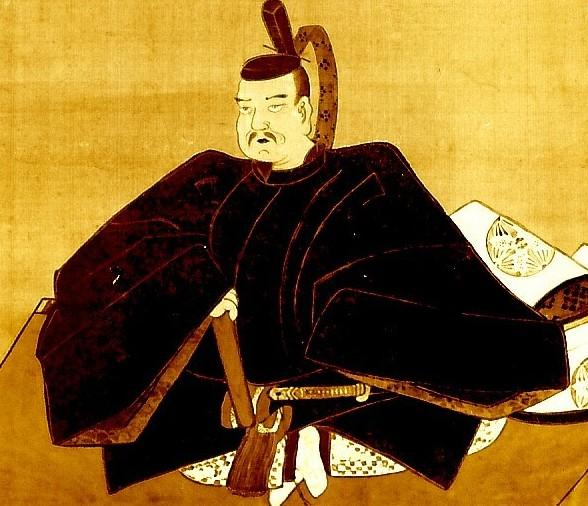
Taira no Masakado

Taira no Masakado (japanisch 平 将門; geboren 903 in der Provinz Shimousa; gestorben 25. März 940 der Provinz Shimousa) war ein japanischer Militärführer in der mittleren Heian-Zeit.

## Leben und Wirken
Taira no Masakado war ein Enkel des Begründers des Taira-Klans, Taira no Takamochi (平 高望). Er wuchs im nördlichen Teil der Provinz Shimousa – heute Präfektur Ibaraki – auf, ging aber als er noch jung war nach Kyōto und arbeitete unter Fujiwara no Tadahira (藤原 忠平). Nach der Chronik zum Leben Masakados „Shōmon-ki“ (将門記) aus dem Jahr 940 stritt er 931 mit seinem Onkel Shimousa no suke Yoshikane (下総 介良兼) über die „Onna Ron“ (女論), die sogenannte „Frauentheorie“. Es gibt verschiedene Ansichten zu dieser „Frauentheorie“, aber Yoshikanes Tochter lebte mit Masakado als dessen Frau zusammen, obwohl er verheiratet war. Nach 935 geriet er in den Konflikt zwischen Minamoto no Mamoru (源 護), einer lokalen Herrscherfamilie im westlichen Teil der Provinz Hitachi – heute Präfektur Ibaraki – und Taira Naoki (平 直樹), die mit Yoshikanes Onkel kämpften. Im Oktober des folgenden Jahres wurde er aufgrund der Klage von Minamoto no Mamoru nach Kyōto vorgeladen und inhaftiert.
Taira kehrte nach der Amnestie des Kaisers Suzaku in seine Heimatstadt zurück, wurde jedoch von Yoshikane und anderen angegriffen, so dass sich der Familienstreit verschärfte. Im Jahr 939 versuchten der Gouverneur der Provinz Musashi Okiyoō Suki (興世王 介), Minamoto no Tsunemoto (源 経基; gest. 961) und Adachi Gunji (足立 郡司) einen Streit mit Musashi no Takeshiba (武蔵 武芝) zu schlichten, scheiterten jedoch und wurden von Tsunemoto der Rebellion beschuldigt. Im November desselben Jahres, als dieses Problem noch ungelöst war, entsandte Masakado Truppen in die Provinz Hitachi und richtete Verwüstungen an. Diese Aktionen Masakados entwickelten sich zu einer Rebellion gegen den Staat.
Ab 938 wuchs der Streit um eine Vorherrschaft in der ganzen Kantō-Region. Dieser entwickelte sich zu einer Rebellion gegenüber dem Staat, als Masakado zu Beginn des Jahres 940 Regierungsquartiere angriff und besetzte. Er bezeichnete sich sogar als „Neuer Kaiser“ (新皇, Shinnō) und machte die Kantō-Gegend zu einem autonomen Staat. Masakado wurde jedoch am 25. März 940 von Fujiwara no Hidesato an seinem Sitz in der Provinz Shimousa überrascht und getötet.
Diese Rebellion und die zeitgleiche Rebellion in Shikoku, die von Fujiwara no Sumitomo (gestorben 941) beendet wurde, sind allgemein als „Jōhei-Rebellion“ (承平の乱), bzw. „Tengyō-Rebellion“ (天慶の乱) in die japanische Geschichte eingegangen.